# Feralpisalò
La Feralpisalò è stata una società calcistica italiana, che ha rappresentato le città di Salò (dove aveva sede la società) e Lonato del Garda, entrambe in provincia di Brescia. In attività dal 2009 al 2025 ha militato per tredici anni in Serie C, la terza divisione del campionato italiano, e per una stagione in Serie B.
La squadra nacque a seguito della fusione tra due club preesistenti: l'A.C. Salò Valsabbia (nata nel 1985 con il nome di A.C. Salò Benaco) e l'A.C. Feralpi Lonato di Lonato del Garda (nata nel 1963 con il nome di Pejo Lonato). Quest'ultima fu rinominata dieci anni dopo a seguito dell'acquisizione da parte del gruppo Feralpi (attivo nel settore siderurgico), che ha poi supervisionato l'unione tra i due club e ne ha finanziato la progressiva crescita.

## Storia
La società nasce nell'estate del 2009 a seguito della fusione tra i biancoverdi dell'Associazione Calcio Feralpi Lonato di Lonato del Garda e i biancoblù dell'Associazione Calcio Salò Valsabbia di Salò, due compagini della provincia bresciana, entrambe reduci dal campionato di Serie D 2008-2009. L'unione delle tinte sociali diede origine all'accostamento verde e azzurro del nuovo club, che assunse la denominazione ufficiale di Feralpisalò. L'iniziativa venne patrocinata dalla proprietà del Lonato, l'industria siderurgica Feralpi, il cui patron Giuseppe Pasini assunse pertanto la presidenza del club unito.
Poiché Lonato del Garda non era dotata di un campo omologato per disputare la massima categoria dilettantistica (la Feralpi infatti giocava le proprie gare interne al campo polisportivo "Tre Stelle-Francesco Ghizzi" di Desenzano del Garda), il nuovo sodalizio optò per lo stadio Lino Turina di Salò. Della società salodiana venne mantenuta la matricola federale, valida per iscriversi alla Seconda Divisione (cui l'A.C. Salò Valsabbia era stato ammesso dopo il quarto posto nel girone D della Serie D e la sessione di play-off terminata al secondo posto dopo la Nocerina e a seguito della contestuale estromissione della Pistoiese).
Alla sua prima stagione, nel campionato di Lega Pro Seconda Divisione 2009-2010, la nuova squadra verdeblù chiude al quarto posto con sole cinque sconfitte. Ai play-off viene battuta dal Legnano in semifinale (sconfitta 2-1 in casa e pareggio 0-0 in trasferta). Nella stagione seguente la formazione lombarda riesce a ottenere la promozione in Prima Divisione, grazie alla vittoria sulla Pro Patria in finale play-off (3-2 per i bresciani il risultato aggregato). Alla sua prima stagione in terza serie, nel 2011-2012, la squadra riesce a evitare i play-out all'ultima giornata, chiudendo il torneo al tredicesimo posto. Nella stagione seguente si salva, arrivando decima.
Nel 2013-2014 riesce ad arrivare nona e, grazie alle regole in vigore in quella stagione, ottiene la qualificazione ai play-off, dove viene eliminata al primo turno, perdendo per 3-0 sul campo della Pro Vercelli. Nella stagione seguente si piazza sesta, poi ottiene due ottavi posti consecutivi, nel 2015-2016 e nel 2016-2017. Nel 2017-2018 è sesta nel girone B della Serie C e ottiene l'accesso ai play-off, dove elimina l'Alessandria prima di essere eliminata dal Catania ai quarti di finale. L’anno seguente la squadra arriva quarta nel girone B e arriva fino alla semifinale play-off venendo eliminata dalla Triestina.
Nel 2019-2020 arriva al sesto posto e viene eliminata dal Padova al secondo turno dei play-off del girone B. Nel 2020-2021 si classifica al quinto posto qualificandosi ai play off. Dopo avere eliminato la Virtus Verona nel turno preliminare, accede alla fase nazionale eliminando il Bari al primo turno, venendo poi eliminata dall'Alessandria al secondo turno. Nel 2021-2022, dopo il terzo posto nel girone A, arriva fino alla semifinale play-off venendo eliminata dal Palermo dopo aver eliminato il Pescara e la Reggiana nei turni precedenti dei play-off nazionali.
Per la stagione 2022-2023 i verdazzurri di Stefano Vecchi iniziano l'annata in maniera altalenante, dopodiché dalla 12ª giornata salgono nella classifica fino a raggiungere il primo posto, in un girone molto equilibrato con diverse squadre di rilievo (Padova, Triestina, Vicenza, Pordenone) e altre più competitive del previsto, come Lecco e Pro Sesto. Proprio quest'ultima si rivela l'avversaria più tenace per la promozione; il confronto si risolve l'8 aprile 2023, quando a seguito della vittoria della Feralpisalò in casa contro la Triestina e della contestuale sconfitta sestese a Piacenza, i gardesani vincono il girone con due giornate d'anticipo, assicurandosi la prima promozione in Serie B. Ciò fa della Feralpisalò la prima squadra della provincia di Brescia (esclusa quella del capoluogo) a ottenere l'accesso a un campionato di seconda serie nazionale. La prima stagione nella Serie B però si conclude con un diciannovesimo posto che vale l'immediato ritorno in Serie C, prima retrocessione della storia dei gardesani. Nella stagione 2024-2025 i leoni del Garda disputano un campionato di livello che, pur a fronte di un terzo posto finale, vale il record di punti in Serie C (72, uno in più rispetto a quelli ottenuti nella stagione della promozione precedente). Tuttavia l'immediato ritorno in B non riesce, in quanto i benacensi vengono eliminati già al primo turno dei playoff nazionali dal Crotone.
Nell'estate 2025 il presidente Pasini trasferisce il titolo sportivo della Feralpisalò a Brescia, in seguito al fallimento della società del capoluogo, cambiando denominazione in Union Brescia.

## Colori e simboli

### Colori
I colori societari sono il blu e il verde, a rimarcare l'unione tra le due preesistenti società, in quanto la Feralpi Lonato adottava i colori bianco e verde, mentre il Salò sfoggiava una divisa a tinte bianche e blu.
Per i primi anni di vita il club ha vestito una maglia interna partita nei due colori sociali; nel 2017-2018 venne invece adottata una divisa dove le due tinte sfumavano l'una nell'altra con una divisione diagonale. Due stagioni dopo, dal 2019, la società ha iniziato a produrre in proprio le divise da gioco (senza affidarsi a uno sponsor tecnico), scegliendo di privilegiare il blu (con una tonalità sensibilmente più scura rispetto al passato) e di relegare il verde ai complementi. La cromia partita verde-azzurra è tornata in uso in occasione dell'esordio in Serie B, nel 2023-2024.
Le maglie di cortesia (due o tre, secondo le stagioni) adottano come colori di base il bianco o il nero, relegando le tinte sociali alle finiture; sono altresì state adottate divise color oro e arancione, nonché verde scuro e giallo.

### Simboli ufficiali

#### Stemma
Il primo stemma, adottato nel 2009, era costituito da uno scudo francese antico partito verde-azzurro, all'interno del quale vi sono due leoni rampanti affrontati aurei, che sorreggono un pallone da calcio; i due animali sono mutuati dagli stemmi araldici comunali di Lonato del Garda e Salò (quest'ultimo si distingue perché reca nella zampa anche un ramoscello d'olivo). Più in basso è riportato l'anno di fondazione del club. Il bordo dello scudetto (che reca in capo una fascia contenente la scritta FERALPISALÒ, a caratteri stampatelli bianchi) è dorato.
Nel 2019 è subentrato un nuovo simbolo, sotto forma di scudetto dalla forma oblunga non riconducibile a canoni araldici classici: i due terzi superiori sono blu e recano all'interno il disegno stilizzato di due teste di leone bianche che guardano verso destra; il terzo inferiore, verde, contiene la ragione sociale a caratteri stampatelli bianchi e il disegno (parimenti stilizzato in bianco) di un pallone da calcio.

Logo utilizzato dal 2009 al 2019.
Logo in uso dal 2019 al 2025.

#### Inno
L'inno ufficiale della Feralpisalò è il brano Forza Feralpisalò!, scritto e cantato da Giansebastiano Chiodaroli.

## Strutture

### Stadio
La squadra gioca le gare interne allo stadio Lino Turina di Salò, impianto polisportivo capace di ospitare 2.364 spettatori, dedicato alla memoria di un infermiere salodiano attivo per molti anni come allenatore di squadre calcistiche giovanili. Il terreno è in erba naturale, misura 105m x 65m ed è circondato da una pista d'atletica leggera a 8 corsie.
Nella stagione 2012-2013, a causa del mancato adeguamento del Turina ai nuovi standard del campionato di terza serie (che imponevano una capienza minima di 4 000 posti), la società decise di trasferire il suo campo casalingo presso lo stadio Mario Rigamonti di Brescia, in condivisione con la squadra cittadina. Una deroga emanata poco prima dell'inizio del campionato, successivamente ratificata dalla riduzione della capienza minima ammessa a 1 500 posti, consentì tuttavia ai verdazzurri di continuare ad usufruire dello stadio di Salò.
Per la stagione 2023-2024, per l'inadeguatezza del Turina ai canoni strutturali della Serie B e in attesa del suo ampliamento, la Feralpisalò ha dovuto individuare un nuovo campo interno: rivelatosi eccessivamente oneroso il ritorno al Rigamonti di Brescia, i verdazzurri hanno pertanto indicato lo stadio Leonardo Garilli di Piacenza.

## Società

### Organigramma societario
Aggiornato al 24 aprile 2025.
- Giuseppe Pasini - Presidente
- Marco Leali - Amministratore delegato
- Loris Bolzoni - Segretario generale
- Andrea Ferretti - Direttore sportivo
- Francesco Agostinelli - Team manager
- Domenico Bruni - Consigliere
- Raimondo Cuccuru - Consigliere
- Corrado Defendi - Consigliere
- Paolo Gheza - Consigliere
- Luigi Salvini - Consigliere

### Sponsor
| Cronologia degli sponsor tecnici - 2009-2013 Lotto - 2013-2019 Erreà - 2019-2021 nessuno (maglie autoprodotte) - 2021-2025 WeArlequin (maglie autoprodotte) |

### Impegno nel sociale
La Feralpisalò attua il proprio impegno sociale segnatamente nel fair play: in occasione di partite particolarmente prestigiose società e giocatori sono infatti dediti a onorare particolari simboli delle squadre che affrontano e del relativo territorio. A titolo d'esempio, nel maggio del 2022, in occasione della gara esterna dei play off promozione di Serie C 2021-2022 contro il Palermo, la squadra gardesana indossò una maglia pre-match recante l'effigie dei magistrati Giovanni Falcone e Paolo Borsellino, eroi della lotta contro Cosa nostra, nel trentennale della strage di Capaci. Il 14 agosto 2023 la squadra si recò inoltre alla basilica di Superga sopra Torino per rendere omaggio al luogo della tragedia in cui perì la squadra del Grande Torino; ciò a margine della partita di Coppa Italia 2023-2024 tra verdazzurri e granata.
Nello stesso filone si inscrive il progetto "Darei tutto per te": in occasione della stagione d'esordio in Serie B, il club organizza nell'imminenza della partita uno stand nella città ove si reca in trasferta, allo scopo di presentarsi alla comunità locale e al contempo sostenere realtà non lucrative di solidarietà sociale.

### Settore giovanile
A livello giovanile, la Feralpisalò vanta quale maggior successo la conquista dello "scudetto" di Serie C del Campionato nazionale Dante Berretti 2017-2018: la squadra under-19 verdeblù si piazzò seconda nel girone B alle spalle dell'Inter, per poi entrare nel tabellone di categoria vincendo il gruppo di qualificazione; quindi superò il Santarcangelo ai quarti di finale, il Renate in semifinale e infine il Livorno nella finalissima di Pescara.
Nelle giovanili dei "leoni del Garda" giocò per qualche anno il cantante Blanco.

## Allenatori e presidenti
Di seguito la cronologia degli allenatori e dei presidenti.
| Allenatori - 2009-2010 Claudio Ottoni - 2010-2011 Claudio Rastelli - 2011-2012 Claudio Rastelli (1ª-5ª) Gian Marco Remondina (6ª-34ª) - 2012-2013 Gian Marco Remondina - 2013-2015 Giuseppe Scienza - 2015-2016 Michele Serena (1ª-9ª) Aimo Diana (10ª-34ª) - 2016-2017 Antonino Asta (1ª-24ª) Michele Serena (25ª-38ª e play-off) - 2017-2018 Michele Serena (1ª-24ª) Cesare Beggi (25ª-27ª) Domenico Toscano (28ª-38ª e play-off) - 2018-2019 Domenico Toscano (1ª-38ª) Damiano Zenoni (play-off) - 2019-2020 Damiano Zenoni (1ª-6ª) Mauro Bertoni (7ª) Stefano Sottili (8ª-26ª e play-off) - 2020-2021 Massimo Pavanel - 2021-2023 Stefano Vecchi - 2023-2024 Stefano Vecchi (1ª-10ª) Marco Zaffaroni (11ª-38ª) - 2024-2025 Aimo Diana | Presidenti - 2009-2025 Giuseppe Pasini |

## Calciatori

### Capitani
- Cristian Quarenghi (2009-2011)[45]
- Omar Leonarduzzi (2011-2013)[46]
- Andrea Bracaletti (2013-feb. 2014)[N 1]
- Alex Pinardi (feb. 2014)[N 1]
- Omar Leonarduzzi (2014-2016)
- Andrea Bracaletti (2016-2017)
- Emerson Ramos Borges (2017-2018)
- Andrea Caracciolo (2018-2020)
- Elia Legati (2020-2023)
- Federico Carraro (2023-2024)[47]
- Davide Balestrero (2024-2025)[48]

### Maglie ritirate
Al termine della stagione 2022-2023, la società ha deciso di ritirare la maglia numero 13 appartenuta a Elia Legati.

## Palmarès

### Competizioni nazionali
- Serie C: 1

2022-2023 (girone A)

### Competizioni giovanili
- Campionato nazionale Dante Berretti: 1

2017-2018 (torneo Serie C)

### Altri piazzamenti
- Lega Pro Seconda Divisione:

Secondo posto: 2010-2011 (girone A)
- Serie C:

Terzo posto: 2021-2022 (girone A), 2024-2025 (girone A)
- Coppa Italia Serie C:

Semifinalista: 2019-2020
- Supercoppa Serie C:

Secondo posto: 2023
- Supercoppa Dante Berretti:

Finalista: 2018

## Statistiche e record

### Partecipazione ai campionati
| Livello | Categoria                  | Partecipazioni | Debutto   | Ultima stagione | Totale |
| ------- | -------------------------- | -------------- | --------- | --------------- | ------ |
| 2º      | Serie B                    | 1              | 2023-2024 | 2023-2024       | 1      |
| 3º      | Lega Pro Prima Divisione   | 3              | 2011-2012 | 2013-2014       | 13     |
| 3º      | Lega Pro                   | 3              | 2014-2015 | 2016-2017       | 13     |
| 3º      | Serie C                    | 7              | 2017-2018 | 2024-2025       | 13     |
| 4º      | Lega Pro Seconda Divisione | 2              | 2009-2010 | 2010-2011       | 2      |

### Partecipazione alle coppe
| Competizione          | Partecipazioni | Debutto   | Ultima stagione | Totale |
| --------------------- | -------------- | --------- | --------------- | ------ |
| Coppa Italia          | 12             | 2010-2011 | 2023-2024       | 12     |
| Coppa Italia Lega Pro | 8              | 2009-2010 | 2016-2017       | 14     |
| Coppa Italia Serie C  | 6              | 2017-2018 | 2024-2025       | 14     |
| Supercoppa Serie C    | 1              | 2023      | 2023            | 1      |

### Statistiche individuali
Statistiche aggiornate al 2 aprile 2023. In grassetto i giocatori ancora in attività con il club.
| Record di presenze - 230 Simone Guerra - 228 Andrea Bracaletti - 203 Omar Leonarduzzi - 155 Elia Legati - 152 Paolo Branduani - 148 Alessandro Ranellucci - 148 Luca Miracoli - 143 Riccardo Tantardini - 122 Federico Carraro - 118 Victor De Lucia | Record di reti - 80 Simone Guerra - 43 Andrea Bracaletti - 38 Luca Miracoli - 37 Fabio Scarsella - 21 Andrea Caracciolo |

## Tifoseria

### Storia

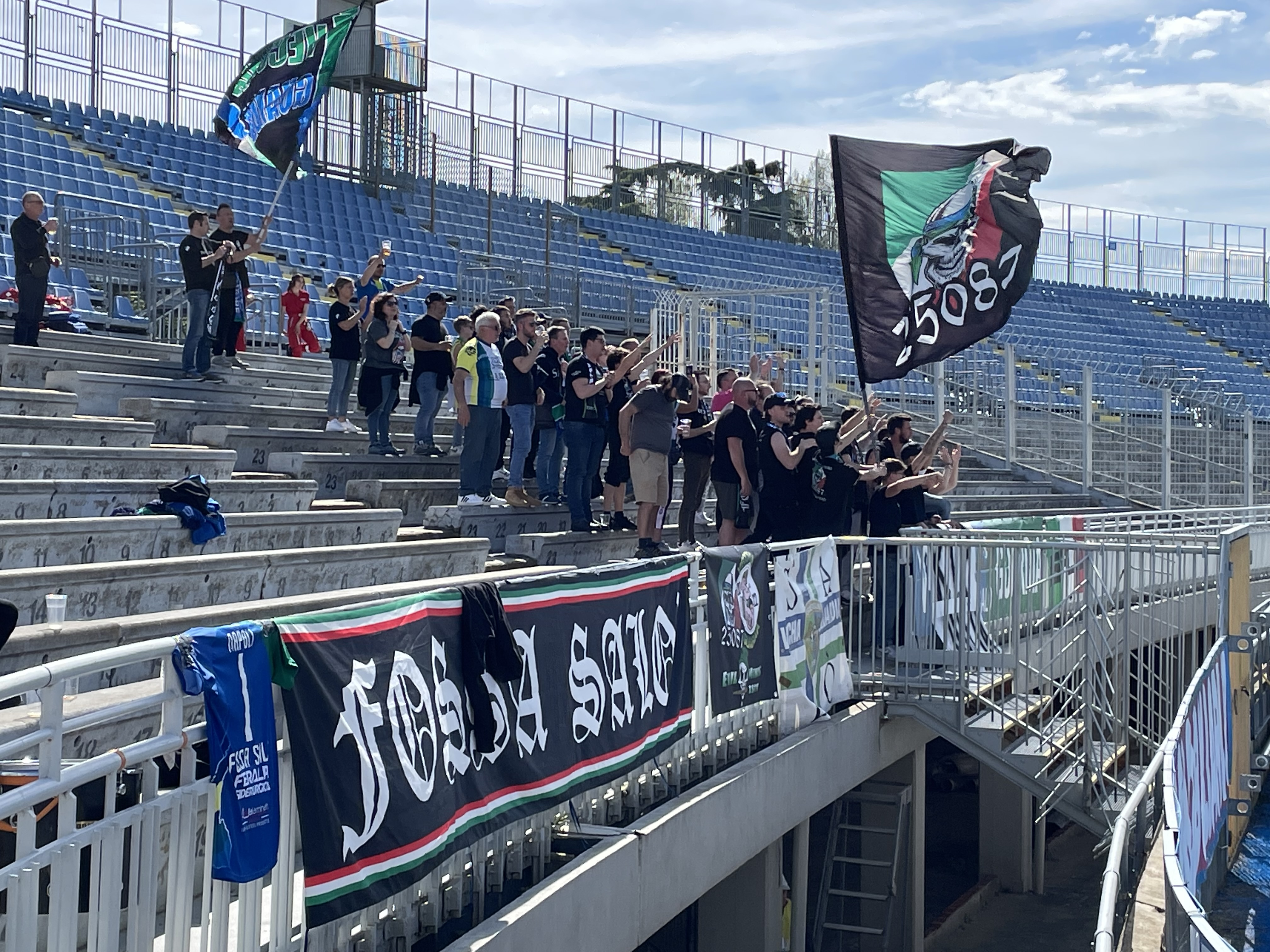
Tifosi della Feralpisalò durante una trasferta (2023): in primo piano lo striscione della Fossa dei Pirati e, in parte celato dalla scaletta, quello della Vecchia Guardia

Data l'origine e la natura della Feralpisalò (fondata nel 2009 e rappresentante due comuni la cui popolazione combinata non raggiunge le 30 000 unità), il suo seguito di tifosi risulta essere alquanto ridotto e molto localizzato. Le presenze medie di pubblico alle gare interne oscillano tra le 500 e le 600 unità circa, con estemporanei picchi oltre i 2000 spettatori in occasione di gare particolarmente prestigiose. Tale dato esiguo (sostanzialmente confermato anche nella stagione 2022-2023, conclusa con la promozione in Serie B) è peraltro da ritenersi influenzato dalla vicinanza geografica alle sedi di altri club professionistici più antichi, prestigiosi e seguiti, quali Brescia e Hellas Verona. Nondimeno, le caratteristiche del campo casalingo (lo stadio Lino Turina) sono incompatibili con la possibilità di attrarre cornici ampie di spettatori.
Oltre a quanto sopra si osserva come, a dispetto dell'intento della società di rappresentare due territori comunali, la tifoseria a seguito dei verdazzurri sia di matrice quasi unicamente salodiana, giacché qualche anno dopo la fusione del 2009 Lonato del Garda è stata nuovamente dotata di un club proprio (la Virtus Feralpi Lonato), il quale ha ri-attratto a sé la propria tifoseria.
Il nerbo della tifoseria organizzata dei verdeblù risulta essere dunque costituito dal piccolo gruppo Vecchia Guardia Feralpi Salò (già Vecchia Guardia Salò), che segue la squadra sia in casa che in trasferta. A esso si è successivamente aggiunta la "sigla" Fossa dei Pirati, o Fossa Salò.

### Gemellaggi e rivalità
La tifoseria verdazzurra intrattiene longevi rapporti d'amicizia con i tifosi del Casale e del Castel San Pietro; i play-off del campionato di Serie C 2021-2022 hanno poi visto nascere un analogo legame coi sostenitori del Palermo. Buoni rapporti sono altresì segnalati con le tifoserie di Südtirol e Catanzaro.
Rapporti di inimicizia o rivalità si registrano invece nei confronti dei collettivi al seguito di Cremonese, Giana Erminio, Alessandria, Lumezzane e Trento.
Dal 2018 la tifoseria del Brescia ha mostrato acrimonia nei confronti del patron del club salodiano, Giuseppe Pasini, e del corpo dirigente verdeblu, in riferimento alle parole di stima espresse da Pasini per l'Atalanta: l'imprenditore si fece finanche ritrarre in una foto con la divisa da gioco della squadra bergamasca, rivale storica delle "rondinelle". Le contestazioni in seguito si sono rafforzate in conseguenza al diniego, da parte di Pasini, di accordare sostegno economico in favore del Brescia.